# Peter Nensén
Peter Abraham Nensén, född 24 juni 1711 i Nedansjö, död 5 juni 1788 i Stockholm, var en svensk präst.

## Biografi
Peter Abraham Nensén föddes 1711 som son till Abraham Ersson och dennes hustru. Nensén blev student vid Uppsala universitet och blev filosofie magister 1740. Han utnämndes till komminister i den Fransk-Lutherska församlingen 1744. 1748 reste han till Konstantinopel där han utnämndes till legationspredikant. Han utnämndes i Stockholm 1754 till kyrkoherde i den Fransk-Lutherska församlingen och återkom från Konstantinopel 1755.
1758 blev han teologie doktor vid universitetet i Greifswald och blev 1774 kyrkoherde i Klara församling i Stockholm. Vid kronprins Gustav Adolfs dop 1778 utsågs han av Gustav III till en av prinsens faddrar, varför han den 27 december 1778, på Stockholms slott mottog Gustav III:s faddertecken som visar Gustav III:s ansikte i profil i guld, hängande i en guldkedja.
Nensén var även vicepreses i Stockholms konsistorium

### Familj och bostad
Nensén gifte sig den 17 mars 1757 med Hedvig Margareta Sjöberg som var dotter till grosshandlaren Oscar Sjöberg och dennes hustru Maria Greta Svenner. Svärmodern blev änka 1755 och då hon dog 1758 ärvde makarna Nensén hennes föräldrars hus på Västerlånggatan 68. Huset såldes därefter den 3 mars 1763 till grosshandlaren Johan Henrik Schmeer.

## Utmärkelser
- Ledamot av andliga ståndet av Nordstjärneorden - 1785